# Trangie
Trangie est un village australien situé dans la zone d'administration locale de Narromine en Nouvelle-Galles du Sud.

## Géographie
Le village est situé dans l'Orana, sensiblement au centre de la Nouvelle-Galles du Sud, à 38 km au nord ouest de Narromine et à 485 km au nord-ouest de Sydney.
Les précipitations annuelles sont de 492 mm en moyenne par an ce qui permet avec l'irrigation une mise en valeur agricole importante. La localité produit coton, maïs, sorgho, olives, vigne, agrumes, et possède un élevage de moutons pour la laine et la viande.
Le village abrite un centre de recherches pour l'agriculture : le « Trangie Agricultural Research Centre » (TARC).

## Démographie
| Année | Population |
| ----- | ---------- |
| 2016  | 774        |
| 2021  | 768        |

## Personnalité
La joueuse de tennis Lesley Turner est née dans ce village en 1942.